# Trattinnickia mensalis
Trattinnickia mensalis är en tvåhjärtbladig växtart som beskrevs av D.C. Daly. Trattinnickia mensalis ingår i släktet Trattinnickia och familjen Burseraceae. Inga underarter finns listade i Catalogue of Life.